# Amphimallon pardoi
Amphimallon pardoi är en skalbaggsart som beskrevs av Baraud 1971. Amphimallon pardoi ingår i släktet Amphimallon och familjen Melolonthidae. Inga underarter finns listade i Catalogue of Life.